# Mallada alticolus
Mallada alticolus är en insektsart som först beskrevs av Banks 1931.  Mallada alticolus ingår i släktet Mallada och familjen guldögonsländor. Inga underarter finns listade i Catalogue of Life.